# クルル・シュミットの定理
数学において、クルル・シュミットの定理（英: Krull-Schmidt theorem）とは、加群や群の直既約分解の存在と一意性に関する定理である。「クルル・シュミットの定理」の他にも「クルル・シュミット・東屋の定理」、「クルル・レマク・シュミットの定理」、「ウェダーバーン・レマク・クルル・シュミットの定理」とも呼ばれる。これらの数学者の貢献に関する歴史については(Nagao & Tsushima 1989)と(Jacobson 2009)を参照のこと。

## 定理の主張

### 群に対して
群 {\displaystyle G\ } に主組成列が存在すれば、{\displaystyle G\ } は有限個の直既約群の直積に分解される (ただし、{\displaystyle G\ } 自身が直既約群である場合も有り得るものとする)。
この直既約分解は順序と同型を除いて一意的である。もっと精密に言えば、二通りの直既約分解
{\displaystyle G=H_{1}\times \cdots \times H_{n}=K_{1}\times \cdots \times K_{m}}
があれば {\displaystyle n=m} であり、ある {\displaystyle m} 次の置換 {\displaystyle \sigma } が存在して、任意の直積因子 {\displaystyle H_{1},\dotsc ,H_{r}}（{\displaystyle 1\leq r\leq n}）に対して、ある群 {\displaystyle G} の（すべての内部自己同型写像と可換な）自己同型写像 {\displaystyle f} が存在して、
{\displaystyle f(H_{i})=K_{\sigma (i)}\qquad (1\leq i\leq r)}
かつ任意の {\displaystyle r<i\leq n} について {\displaystyle f} は {\displaystyle H_{i}} に恒等写像として作用する。特に、
{\displaystyle G=K_{\sigma (1)}\times \dotsb \times K_{\sigma (r)}\times H_{r+1}\times \dotsb \times H_{n}\qquad (1\leq r\leq n)}
が成り立つ。

### 加群に対して
加群 V が V = V1 ⊕ … ⊕ Vn = W1 ⊕ … ⊕ Wm と直既約分解されており、かつ各 Viの自己準同型環が局所環であるとき、次が成り立つ。
- n = m
- 置換 σ ∈ Sn が存在して、以下の条件を満たす
  - Vi ≅ Wσ(i)
  - 任意の 1 ≤ r < n に対して V = Wσ(1) ⊕ … ⊕ Wσ(r) ⊕ Vr+1 ⊕ … ⊕ Vn

しばしば最後の主張は言及されない。

## 応用と限界
加群が組成列を持つとき（あるいは同じことだが、ネーター加群かつアルティン加群であるとき）、直既約分解は存在する。またフィッティングの補題により長さ有限な直既約加群の自己準同型環は局所環である。したがって、クルル・シュミットの定理より、この分解は順序と同型を除いて一意である。この「組成列を持つ」という条件を単に「アルティン加群である」という条件に緩めると、クルル・シュミットの定理の類似は成り立たない。

## クルル・シュミット圏
加法圏 {\displaystyle {\mathcal {A}}} の対象 X の射 e : X → X が分裂べき等元（英: splitting idempotent）であるとは  e2 = e かつ射 μ : Y → X と ρ : X → Y が存在して  μ ρ = 1Y,  ρ μ = e が成り立つことをいう。すべてのべき等元が分裂し、すべての対象の自己準同型環が半完全環であるとき {\displaystyle {\mathcal {A}}} はクルル・シュミット圏（英: Krull-Schmidt category）であるという。これは、すべての対象が直既約対象の有限直和に同型であり、すべての直既約対象の自己準同型環が局所環であることに同値である。
クルル・シュミット圏において直既約分解の順序と同型を除いた一意性が成り立つ。